# La Brujería (Oaxaca)
La Brujería es una comunidad en el municipio de San Miguel Peras en el estado de Oaxaca. La Brujería está a 2615 metros de altitud. 

## Geografía
Está ubicada a 16° 33' 9" latitud norte y 96° 35' 6" longitud oeste.

## Población
Según el censo de población de INEGI del 2010: la comunidad cuenta con una población total de 337 habitantes, de los cuales 182 son mujeres y 155 son hombres. Del total de la población 57 personas hablan alguna lengua indígena.

## Ocupación
La población se ocupa principalmente del cultivo de maíz, frijol y una variedad de árboles frutales. También se dedican a la ganadería y el aprovechamiento forestal.
El total de la población económicamente activa es de 70 habitantes, de los cuales 63 son hombres y 7 son mujeres.